# Río Arys

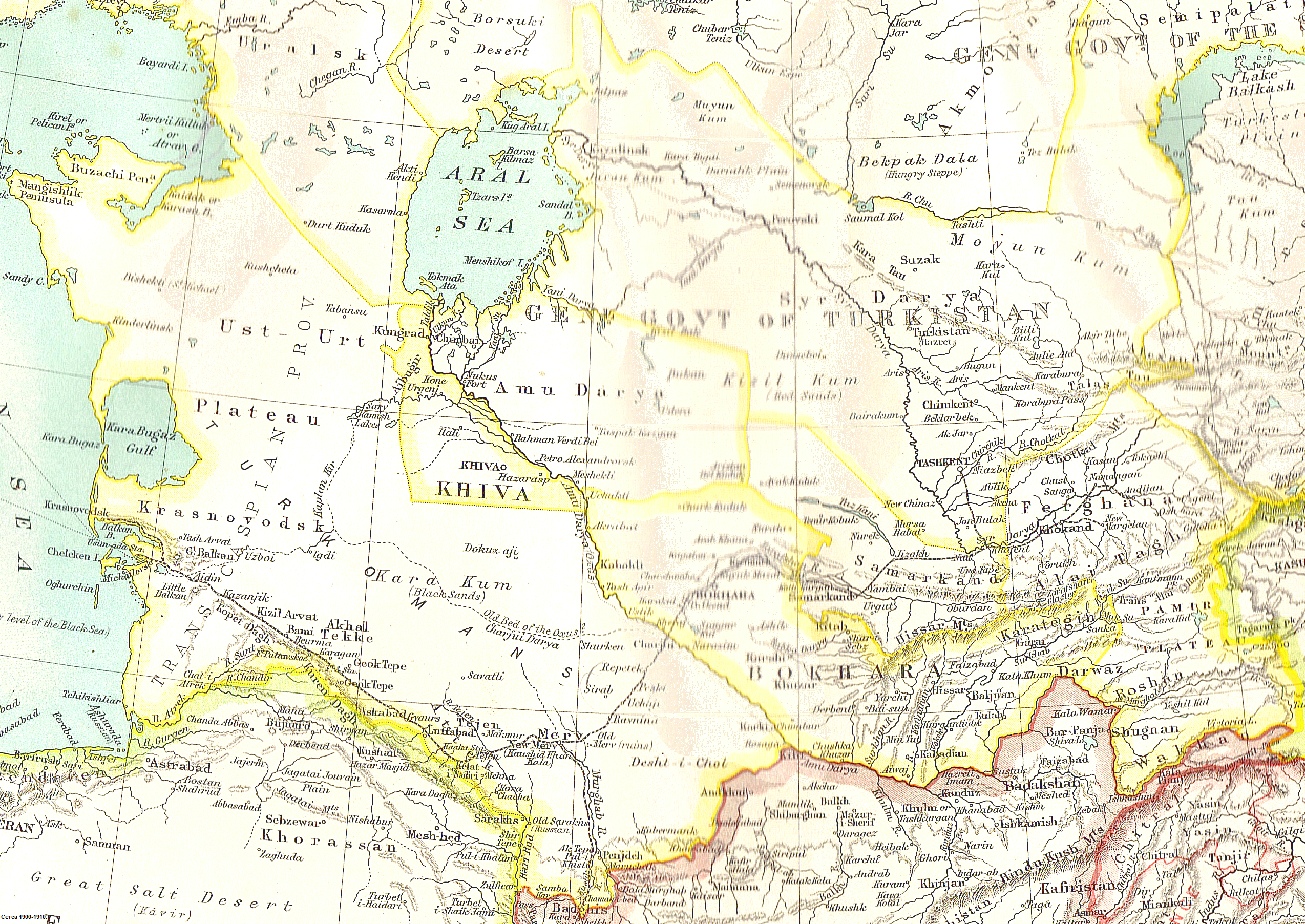
Mapa de 1903 que muestra el río Arys. Haga doble clic para agrandar

El Arys (kazajo: Арыс, Arys) es un río del sur de Kazajistán y un afluente derecho del Syr Darya. Tiene una longitud de 378 kilómetros y una cuenca de 14.900 kilómetros cuadrados.
El río nace en la cordillera Talas Alatau y el caudal medio de agua es de 46.6 m3/s . La escorrentía más  alta se produce en abril durante el derretimiento de la nieve, la más baja en agosto. El río se utiliza para riego para cultivar arroz en los tramos más bajos. Los afluentes principales son Mashat, Aksu, Boralday y Badam .
Las riberas del Arys ha estado poblada por humanos desde la antigüedad, y estaba situado al norte de la Ruta de la Seda. En la zona se encuentran numerosos castillos medievales, de los cuales el más significativo es el de Otrar.